# Танузий Гемин
Тану́зий Геми́н (лат. (Lucius) Tanusius Geminus; умер после 55 года до н. э.) — древнеримский историк из плебейского рода Танузиев, предполагаемый сенатор эпохи поздней Республики. На сохранившиеся фрагменты его труда в своих произведениях ссылались Сенека Младший, Плутарх и Светоний.

## Сочинения
Согласно Сенеке, он был автором объемного исторического сочинения «Анналы» (или «История»), по-видимому, написанного в стихотворной форме. До наших дней они не дошли. Сенека сравнивает долгую жизнь с его «Анналами», подчеркивая их объём.

Жизнь некоторых потому и долга, что похожа на «Анналы» Танузия.— 
В его работе содержались сведения о том, что Гай Юлий Цезарь участвовал в заговоре с Крассом, Публием Корнелием Суллой и Луцием Автронием, направленном против сената, в результате которого Марк Лициний Красс стал бы диктатором, а Цезарь — его начальником конницы.
Плутарх также использует сведения Танузия:

Танузий, правда, сообщает, что, когда сенат выносил постановления о празднике и жертвоприношениях в честь победы, Катон выступил с предложением выдать Цезаря варварам, чтобы очистить город от пятна клятвопреступления и обратить проклятие на того, кто один в этом повинен. Из тех, что перешли Рейн, четыреста тысяч было изрублено; немногие вернувшиеся назад были дружелюбно приняты германским племенем сугамбров.— 
Светоний упоминает некоторые детали из его работы:

Танузий добавляет, что из раскаяния или из страха Красс не явился в назначенный для избиения день, а потому и Цезарь не подал условленного знака: по словам Куриона, было условлено, что Цезарь спустит тогу с одного плеча.— Гай Светоний Транквилл. Жизнь Двенадцати Цезарей. Божественный Юлий. 9
Гаспаров пишет, что есть предположение, что Катулл, понося «Анналы» Волузия, называя их «cacata carta» («изгаженная бумажка»), имеет в виду работу Танузия.

Annales Volusi, cacata carta,
votum solvite pro mea puella.
(«Хлам негодный, Волузия анналы!
Вы сгорите, обет моей подружки»).
Также он награждает это сочинение эпитетами «electissima pessimi poetae» («худший вздор из дряннейшего поэта») и «pleni ruris et infacetiarum» («вздор нескладный, нелепица и бредни»).